# Macaria acutaria
Macaria acutaria es una polilla perteneciente a la familia Geometridae, descrita por primera vez por Francis Walker en 1869. Desde entonces, su taxonomía ha sido dudosa.
Suele ser considerada como nombre inválido y homónimo menor de Macaria binazira.